# Dia de Sant David
El Dia de Sant David (En gal·lès Dydd Gŵyl Dewi Sant, en anglès Saint David's Day) és la festa de sant David de Gal·les, el sant patró de Gal·les, i se celebra l'1 de març. Arreu on hi ha comunitats gal·leses es commemora la diada, talment com ho fan els catalans pel Dia de Sant Jordi o els irlandesos pel Dia de Sant Patrici.
La data del primer de març es va triar per commemorar la mort de sant David, traspassat el mateix dia de l'any 589, i va ser declarada festa nacional gal·lesa en el decurs del segle xviii.
De forma excepcional, la festa mudà de dia l'any 2006, el 28 de febrer per l'Església catòlica i el 2 de març per l'Anglicana, ja que no se celebren festes de sants en Dimecres de Cendra, un dia de penitència).
Una enquesta del 2006 trobà que un 87 % dels gal·lesos volien que el Dia de Sant David fos festa laboral (bank holiday), i que un 65 % estaven disposats a renunciar-ne a una altra a canvi d'aquesta. El primer ministre britànic en aqueix moment, Tony Blair, va rebutjar una sol·licitud en aquest sentit.

## Tradicions

Bandera de Sant David

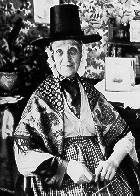
Senyora lluint un barret gal·lès, peça actualment d'ús exclusiu del Dia de Sant David

Les escoles organitzen concerts o eisteddfods per als alumnes, amb recitals i cant com a activitats principals. Antigament, els alumnes tenien mig dia de festa; encara que el costum està oficialment abolit, cada escola hi fa la seva.
Molts gal·lesos honoren la festa lluint a la solapa un o els dos símbols oficials: el narcís (un símbol gal·lès tradicional que floreix el març) o el porro (símbol personal de sant David). El vincle entre porros i narcisos es reforça amb el fet que ambdós tenen noms similars en gal·lès, cenhinen ('porro') i cenhinen Bedr ('narcís', literalment 'porro d'en Pere').
En aquesta data, les gal·leses acostumen a portar narcisos mentre els homes porten el símbol del porro. Per la seva part, les nenes acostumen a portar a escola el vestit típic, llarga faldilla de llana, brusa blanca, xal de llana i el barret gal·lès. Molts edificis pengen per l'ocasió la bandera de Sant David.